# Sorcière des Bell
Pour les articles homonymes, voir Bell.
 (octobre 2018).
Si vous disposez d'ouvrages ou d'articles de référence ou si vous connaissez des sites web de qualité traitant du thème abordé ici, merci de compléter l'article en donnant les références utiles à sa vérifiabilité et en les liant à la section « Notes et références ».

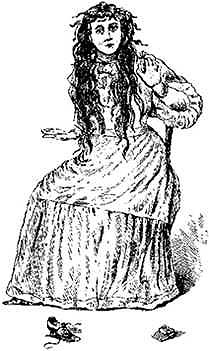
Un dessin de Betsy Bell publié en 1894.

La Sorcière des Bell, ou la maison hantée des Bell est une légende populaire du sud des États-Unis concernant un poltergeist mettant en cause la famille Bell, à Adams, dans le Tennessee. La légende a été dépeinte dans les films An American Haunting de 2006 et The Bell Witch Haunting de 2004. Il est également possible qu'elle ait inspiré le film Le Projet Blair Witch.

## Légende

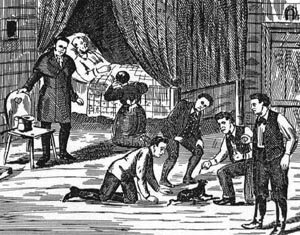
Dessin de 1894 représentant la mort de John Bell.

Pendant 4 années, un riche fermier du Tennessee et sa famille furent tourmentés par une force malveillante à qui l'on donna le nom de « la sorcière des Bell ».
Cette étrange affaire commença par une série d'apparitions qui ne semblaient pas avoir de liens entre elles. Un jour, John Bell, chef de famille, tomba sur un chien à l'allure singulière dans son champ de maïs. Saisissant son fusil, il tira, mais il ne put trouver trace de l'animal. Quelques jours plus tard, Bell était avec deux de ses fils lorsqu'il vit un étrange oiseau, haut perché dans un chêne. L'animal, plus gros qu'une dinde, était inconnu dans la région. Bell le coucha en joue et tira. L'oiseau sembla tomber. Ses enfants se précipitèrent, mais il ne purent même pas trouver une plume à terre. Peu de temps après, Betsy, fille cadette de Bell, raconta qu'elle passait sous le même arbre quand elle vit une petite fille « qui se balançait à une grande branche du chêne ». La fillette portait une robe verte et semblait avoir à peu près l'âge de Betsy, 12 ans. Elle tenta de lui parler mais, alors qu'elle s'approchait de l'arbre, la fillette disparut. Un quatrième fantôme, un chien noir qui grondait, apparut plusieurs fois à l'un des esclaves de Bell qui affirma que l'animal s'était évanoui lorsqu'il l'avait menacé avec un bâton.
Ces événements furent suivis par une avalanche d'étranges phénomènes sonores : battements de fenêtres, cognements à la porte, bruits incessants de griffes raclant le plancher, grognements sourds de ce qui semblait être un combat entre deux chiens. Chaque jour, de nouveaux sons s'ajoutaient aux premiers : gargouillis, cliquetis de chaînes dans toute la maison. Plus inquiétant encore, les montants des lits semblaient être rongés par des rats.
Bientôt, tous les membres de la famille furent attaqués dans leur sommeil. On arrachait leurs couvertures au beau milieu de la nuit et celui qui s'aventurait à opposer la moindre résistance s'attirait aussitôt une puissante gifle, assénée par une main invisible. Quelqu'un ou quelque chose tirait fréquemment les cheveux des enfants dans l'obscurité, mais Betsy, plus que les autres, semblait être le souffre-douleur préféré de cette force mystérieuse.
Bien qu'elle fût encore très jeune, deux prétendants lui faisaient la cour, espérant bien se marier avec la fille de l'un des riches fermiers de la région. L'un d'eux, Richard Powell, maître d'école, était déjà d'un certain âge. L'autre, plus jeune, s'appelait Joshua Gardner. Betsy semblait lui donner la préférence, mais ses visites eurent bientôt des conséquences fort désagréables. Chaque fois qu'il venait voir Betsy, la pauvre recevait ensuite la visite de la Sorcière des Bell.
Les attaques dont la jeune fille était la victime se faisant de plus en plus violentes, sa famille commença à s'inquiéter de sa santé. Espérant la soustraire de l'influence de la sorcière, ses parents l'envoyèrent chez des amis. Mais la sorcière lui emboîta le pas et les agressions devinrent encore plus terrifiantes. Selon Betsy, elle avait l'impression qu'on l'étranglait. Elle se sentait le souffle court, sur le point de défaillir. Son visage était souvent empourpré, comme si on l'avait frappée brutalement. Elle disait sentir des aiguilles et des épingles sur tout le corps.
L'horrible aventure de la famille Bell fit bientôt le tour de la région. Exorcistes et spirites accoururent vers la petite ville d'Adams. Le chœur de leurs voix finit par attirer une réponse du tourmenteur invisible, réponse qui elle aussi se fit graduellement distincte, comme les apparitions. Tout d'abord, la force invisible répondit par des coups aux questions qu'on lui posait, puis par un sifflement, puis par ce qui ne pouvait être qu'un chuchotement, chaque jour plus compréhensible pour ceux qui l'écoutaient. Finalement, la voix se fit forte et claire, bien que la sorcière refusât de répondre quand on l'interrogeait sur ses origines et ses intentions. « Je suis un esprit de partout, ciel, enfer et terre », disait-elle d'une voix saccadée. « Suis dans l'air, dans les maisons, partout à tout moment, ai vu le jour il y a des millions d'années; et c'est tout ce que je vous dirai. »
Son étrange comportement n'en disait pas plus long sur ses intentions. Tout d'abord, on l'entendit plusieurs fois répéter avec une exactitude étonnante les sermons que venaient de prononcer les deux pasteurs de la paroisse. Plus tard, elle adopta un vocabulaire obscène qui ne manqua pas d'horrifier les pieuses âmes campagnardes. Au début, elle semblait traiter tous les membres de la famille sur un pied d'égalité, mais elle manifesta bientôt une préférence pour Lucy Bell - épouse de Bell et mère de Betsy - à qui elle témoignait des marques évidentes d'attention. Lucy fut toujours traitée respectueusement par la sorcière qui, ne se contentant plus de Betsy, s'attaqua aussi à John Bell. Au grand étonnement d'un groupe qui s’était assemblé un soir dans la cuisine des Bell, la sorcière annonça : « Je suis décidée à hanter et à tourmenter le vieux Jack (John) aussi longtemps qu'il vivra. »
Et c'est ainsi que la sorcière détourna son attention malveillante de Betsy au profit de son père, si l'on peut dire, lui infligeant des tourments qui le rendaient fou. Sa langue gonfla au point de l'empêcher de manger et de parler. tout son visage en était déformé. Un tic qui, se souvint-il, avait commencé à le déranger à la première manifestation de la sorcière, empira peu à peu. Une volée d'invectives le suivait partout lorsqu'il se déplaçait dans sa ferme. L'enflure du visage dont il souffrait périodiquement devint de plus en plus fréquente et débilitante, le forçant à abandonner son travail et à cesser toute activité pendant plusieurs jours. À la mi-octobre 1820, alors que Bell se remettait à peine d'une crise qui avait duré plusieurs jours, il fut de nouveau assailli avec une violence extrême par la force invisible.
Le fermier se rendait à la porcherie, en compagnie de son fils cadet, Richard, qui raconta plus tard l'histoire. Soudain, John Bell perdit un soulier. Il se remit et noua bien les lacets. Quelques instants plus tard, il perdit son autre soulier. Il le remit en place et noua les lacets, comme la première fois. Père et fils continuèrent ainsi leur route, les souliers du père s'échappant inexplicablement de ses pieds, « bien qu'ils fussent, écrit son fils, plutôt justes et même un peu difficile à mettre ». Après avoir soigné les porcs, ils rebroussèrent chemin et tout recommença. Mais cette fois, Bell reçut aussi un terrible coup au visage, qui le força à s'arrêter pour reprendre son souffle. Il s'assit sur un rondin, « puis tout son visage commença à être agité de contorsions effroyables, et après, tout son corps », nous dit Richard. Bientôt, « le son injurieux de chants moqueurs perça l'air avec une force terrifiante. Alors que ces cris démoniaques mouraient au loin en un éclat de rire triomphant, l'enchantement disparut et je vis des larmes qui roulaient sur les joues de mon père, encore agitées de tremblements ».
Cette attaque laissa John Bell dans le désespoir. « Oh! mon fils, mon fils, pleurait-il, tu n'auras plus longtemps un père à attendre aussi patiemment. Je ne saurais survivre beaucoup de temps aux persécutions de cette terrible chose. Elle me tue de mort lente et je sens que la fin est proche. »
Ce jour-là, Bell prit le lit et ne s'en releva jamais plus. Les semaines passaient tandis que ses forces s'évanouissaient lentement, jusqu'à ce qu'un matin de décembre, sa famille le découvre sur son lit, presque dans le coma, le corps noué par les contorsions. On appela un médecin et, comme il se penchait sur le malade, la voix familière de la sorcière emplit la chambre. « Vous perdez votre temps à essayer de soulager le vieux Jack, grinça-t-elle. Je l'ai eu cette fois. »
Juste avant l'arrivée du médecin, l'un des fils de Bell avait découvert une fiole qu'il ne connaissait pas parmi les médicaments de son père. Personne ne put l'identifier. L'un des témoins interrogea alors la sorcière : « Qu'est ce que ce flacon ? » La sorcière répondit qu'elle avait concocté la potion et qu'elle en avait fait boire à Bell durant la nuit, « ce qui lui a donné son compte ». On administra le breuvage à un chat qui sauta en l'air, fit plusieurs tous et tomba raide mort. Bell survécut jusqu'au lendemain matin.
La Sorcière des Bell prit congé de la famille peu après, non sans intervenir une fois encore et proférer une dernière menace. Betsy Bell, qui avait maintenant 16 ans, avait finalement accepté d'épouser Joshua Gardner. Elle préparait son mariage, lorsque la sorcière s'occupa d'elle à nouveau. Cette fois-ci, le tourment prit la forme d'une supplique : « De grâce, Betsy Bell, n'épousez pas Joshua Gardner », répétait sans relâche l'esprit, d'une voix geignarde, tant et si bien que la jeune fille n'en pouvant plus, annula la cérémonie. Elle se maria plus tard au maître d'école qui mourut alors qu'elle était à peine dans la trentaine. Elle resta veuve jusqu'à sa mort, à l'âge de 86 ans, en 1890.
Dans sa dernière  communication avec la famille, l'esprit promit de revenir au bout de 7 ans. À la date fatidique, seule Lucy Bell et deux de ses fils vivaient encore dans la maison. La visite fut marquée par quelques bruits insolites, mais inoffensifs. Ce fut la dernière fois que les Bell eurent à souffrir directement de la colère de l'esprit, bien que certains des nombreux descendants de John Bell aient choisi d'attribuer leurs divers malheurs à sa malice indomptable.
L'odyssée de la famille Bell a fait l'objet de bien des spéculations au cours des années, car c'est un exemple exceptionnellement riche et complexe d'activités paranormales. D'une part, comme le souligne Frank Smyth, « il semble certain que les principaux phénomènes aient effectivement eu lieu ». En fait, des douzaines de personnes en furent témoins, y compris de nombreux étrangers dont l'objectivité paraît incontestable. Betsy et John Bell, les principales victimes, furent examinées par le médecin de la famille qui ne trouva aucune explication à leurs souffrances. Un temps, on soupçonna Betsy de ventriloquisme, mais le médecin plaça un jour la main sur sa bouche alors que la voix parlait et constata ainsi que ce ne pouvait être le cas. Dans le monde où vivait la famille Bell, une petite bourgade pétrie de religion, perdue à la campagne, au début du XIXe siècle, trois explications seulement étaient possibles: tous ces événements étaient l'œuvre soit d'un imposteur, soit du démon, soit d'un fantôme. De l'avis des villageois, la Sorcière des Bell était une sorte de combinaison des deux derniers, visite démoniaque contre laquelle il n'était point de défense.

## Analyse
Dans le monde post-freudien qui est le nôtre, l'explication la plus plausible du désastre qui affligea la famille Bell est peut-être celle que nous propose le psychanalyste Nandor Fodor, dans un ouvrage intitulé Haunted People. Après avoir étudié l'affaire Bell, Fodor fait observer que les symptômes de Betsy - évanouissements et vertiges - sont ceux que ressent ordinairement quelqu'un qui entre en transe, en d'autres termes, quelqu'un qui laisse derrière lui son moi conscient. Il constate également que les maux de John Bell - tics, incapacité de manger ou de parler, abandon de tout contact et de toute activité normale - sont fréquemment associés par la psychiatrie moderne à des sentiments aigus de culpabilité. Fodor souligne aussi que l'esprit avait un comportement capricieux, fantasque, humain, et que, s'il était presque toujours malveillant, il faisait une exception à l'égard d'une personne de la famille, la mère, Lucy Bell. Après avoir analysé tous ces éléments, Fodor en vint à la conclusion fascinante, quoique très spéculative, que la Sorcière des Bell était l'expression, peut-être par les pouvoirs de l'esprit, de la haine farouche mais impossible à accepter que Betsy éprouvait pour son père. Cette haine, explique Fodor, aurait pu naître de propositions sexuelles faites par le père ou d'une relation incestueuse entre le père et la fille. Betsy aurait été incapable de faire face consciemment à ses émotions et, lorsque celles-ci furent avivées par les attentions de deux prétendants, elle prit alors une double personnalité - dont peut-être celle de « la petite fille en robe verte » qui se balançait sous le chêne - et l'une d'elles entreprit d'attaquer le père.
Bien sûr, la version de Fodor n'est qu'une hypothèse psychologique, avancée un siècle et demi après les faits, sans aucune possibilité de la vérifier. 

## Dans la culture populaire
Dans l'épisode 5 de la saison 10, Ghost Adventures fait un reportage sur la hantise des cavernes hantées par la « Sorcière »
Le groupe des Funeral doom du nom de Bell Witch est inspiré de cette  légende, la pochette de l'album "Longing" est un dessin de la maison et la sorcière.